# 艾恩貝克豪森巴赫河
52°14′31″N 9°23′29″E / 52.241814°N 9.391408°E
艾恩貝克豪森巴赫河（德語：Eimbeckhäuser Bach），是德國的河流，位於該國西北部，由下薩克森州負責管轄，屬於羅登貝格奧厄河的支流，流經哈默爾恩-皮爾蒙特縣，河道全長約5公里。